# Roginer Oszkár
Roginer Oszkár (Újvidék, 1986–) szerbiai magyar irodalmár, kritikus, művelődéstörténész.

## Élete és pályafutása
1986-ban született Jugoszláviában. 2009-ben az Újvidéki Egyetem Bölcsészettudományi Karának Magyar Nyelv és Irodalom Tanszékén szerzett magyartanári oklevelet. Magiszteri tanulmányait a Zárai Egyetem Szociológia Tanszékén és a grazi Karl Franzens Egyetem Szociológia Tanszékén végezte művelődésszociológiából, doktori disszertációját pedig a Pécsi Tudományegyetem Irodalomtudományi Doktori Iskolájában védte meg 2016-ban. 2009 és 2014 között az Újvidéki Rádió és a Magyar Szó munkatársa volt. Fő érdeklődési területe a geokritika, irodalomszociológia, a kisebbségi magyar irodalom és a jugoszláviai magyar sajtótörténet. Kritikaírással és irodalomtörténettel foglalkozik. 2016-ban Sinkó-díjat kapott.

## Kötetei
- A város mint (ellen)érv. Újvidék a (jugoszláviai) magyar irodalomban, Vajdasági Magyar Kutatók és Doktoranduszok Szervezete, Szabadka, 2015
- A jugoszláviai magyar irodalom terei. A (poszt)jugoszláv magyar irodalom és a téralapú közösségi identitáskonstrukciók viszonya a sajtóban, 1945–2010; Vajdasági Magyar Művelődési Intézet, Zenta, 2019

## Díjai
- 2016: Sinkó-díj